# Ummagumma
Ummagumma je četvrti studijski album Pink Floyda izdan 1969. godine. 
Cilj albuma bio je da svaki član grupe izvodi svoju pjesmu, a jednu izvode zajedno. To je prvi dvostruki album skupine. Na prvom LP-u nalaze se 4 koncertne pjesme, tako da se ovaj album smatra i njihovim prvim koncertnim albumom. Richard Wright je autor "Sysyphusa", Roger Waters "Grantchester Meadowsa" i "Several Species...", David Gilmour je autor "The Narrow Waya", a Nick Mason "Garden Partyja". Instrumentali na albumu: "A Saucerful Of Secrets", "Sysyphus", "Several Species..." i "Grand Vizier's...". Ukupno trajanje albuma: 1:26:06.

## Popis pjesama

### LP 1: koncert
1. Astronomy Domine (8:29)
2. Careful With That Axe, Eugene (8:50)
3. Set The Controls For The Heart Of The Sun (9:12)
4. A Saucerful of Secrets (12:48)

- Ukupno trajanje LP-a: 39:12.

### LP 2: nove pjesme
1. Sysyphus PART 1 (4:29)
2. Sysyphus PART 2 (1:49)
3. Sysyphus PART 3 (3:07)
4. Sysyphus PART 4 (3:38)
5. Grantchester Meadows (7:26)
6. Several Species 0f Small Furry Animals Gathered Together In A Cave And Grooving With A Pict (4:59)
7. The Narrow Way PART 1 (3:27)
8. The Narrow Way PART 2 (2:53)
9. The Narrow Way PART 3 (5:57)
10. The Grand Vizier's Garden Party PART 1: Entrance (1:00)
11. The Grand Vizier's Garden Party PART 2: Entertainment (7:06)
12. The Grand Vizier's Garden Party PART 3: Exit (0:38)

- Ukupno trajanje LP-a: 46:54.